# Alma Lilia Luna Munguía
Alma Lilia Luna Munguía (6 de agosto de 1976) es una política mexicana, que actualmente es miembro del Partido Revolucionario Institucional (PRI) y con anterioridad lo fue del Partido de la Revolución Democrática (PRD). Ha sido en dos ocasiones diputada federal.

## Biografía
Es licenciada en Derecho. De 1997 a 1998 fue secretaria técnica municipal del municipio de Chalco, Estado de México y de 1998 a 1999 fue responsable jurídico de la Secretaría de Relaciones Exteriores en el mismo municipio. De 2000 a 2003 fue subdirectora del Sistema DIF en el municipio de Valle de Chalco Solidaridad en la administración encabezada por Luis Enrique Martínez Ventura.
En 2006 fue postulada candidata del PRD y elegida diputada federal por el Distrito 32 del Estado de México a la LX Legislatura que culminaría en 2009. En la legislatura fue secretaria de la comisión de Defensa Nacional; e integrante de las comisiones de Recursos Hidráulicos; de Transportes; y, Especial Sobre No Discriminación, Nuevos Sujetos y Nuevos Derechos.
Al terminal este cargo en 2009, renunció a la militancia en el PRD y se unió al PRI y fue nombrada secretaria municipal en Valle de Chalco Solidaridad por nombramiento de Luis Enrique Martínez Ventura, por segunda ocasión presidente municipal y permaneció en el cargo hasta el término de la administración municipal en 2012. En 2015 fue nuevamente candidata a diputada federal por el Distrito 32 postulada por el PRI. En dicha elección tuvo como contrincante al mismo cargo pero postulado por el PRD a su hermano Miguel Ángel Luna Munguía. Miguel Ángel Luna fue asesinado siendo candidato el 3 de junio del mismo año, y suplido en la postulación por otro de sus hermanos, Ricardo Luna Munguía. Finalmente en la elección Alma Lilia triunfó por un total de 29 421 votos, frente a 25 135 de Ricardo Luna Munguía.
Ocupó la diputación por segunda ocasión a la LXIII Legislatura de 2015 a 2018, y en donde fue secretaria de la comisión de Fomento Cooperativo y Economía Social; e integrante de las comisiones de Cultura y Cinematografía; y, de Derechos Humanos. Se separó del cargo por licencia entre el 1 de marzo y el 2 de julio de 2018. Durante dicha licencia, fue candidata del PRI a diputada al Congreso del Estado de México por el distrito 27 local en las elecciones estatales de dicho año. No logró el triunfo, pues quedó en tercer lugar de las preferencias electorales, tras los candidatos de las coaliciones Juntos Haremos Historia y Por México al Frente.
Tres años después, en las elecciones de 2021 volvió a competir por el mismo cargo, en esta ocasión postulada por la coalición Va por el Estado de México formada por el PRI, el PAN y el PRD, volviendo a ser derrotada en su intento. tras esto, el 5 de julio de 2021 el gobernador Alfredo del Mazo Maza la nombró directora general de Gobierno de la zona Chimalhuacán.